# Arcins
Arcins ist eine französische Gemeinde im Département Gironde in der Region Nouvelle-Aquitaine mit 544 Einwohnern (Stand 1. Januar 2022). Sie gehört zum Arrondissement Lesparre-Médoc und zum Kanton Le Sud-Médoc.

## Geografie
Die Gemeinde liegt am Beginn der Gironde im Weinbaugebiet Haut-Médoc, etwa 20 Kilometer nördlich von Bordeaux. Das Gemeindegebiet gehört zum Regionalen Naturpark Médoc.

### Bevölkerungsentwicklung
| 1962 | 1968 | 1975 | 1982 | 1990 | 1999 | 2010 | 2018 |
| ---- | ---- | ---- | ---- | ---- | ---- | ---- | ---- |
| 205  | 242  | 291  | 302  | 304  | 304  | 433  | 509  |

## Sehenswürdigkeiten
- Die Kirche Notre-Dame, rekonstruiert im 19. Jahrhundert (siehe auch: Liste der Monuments historiques in Arcins)

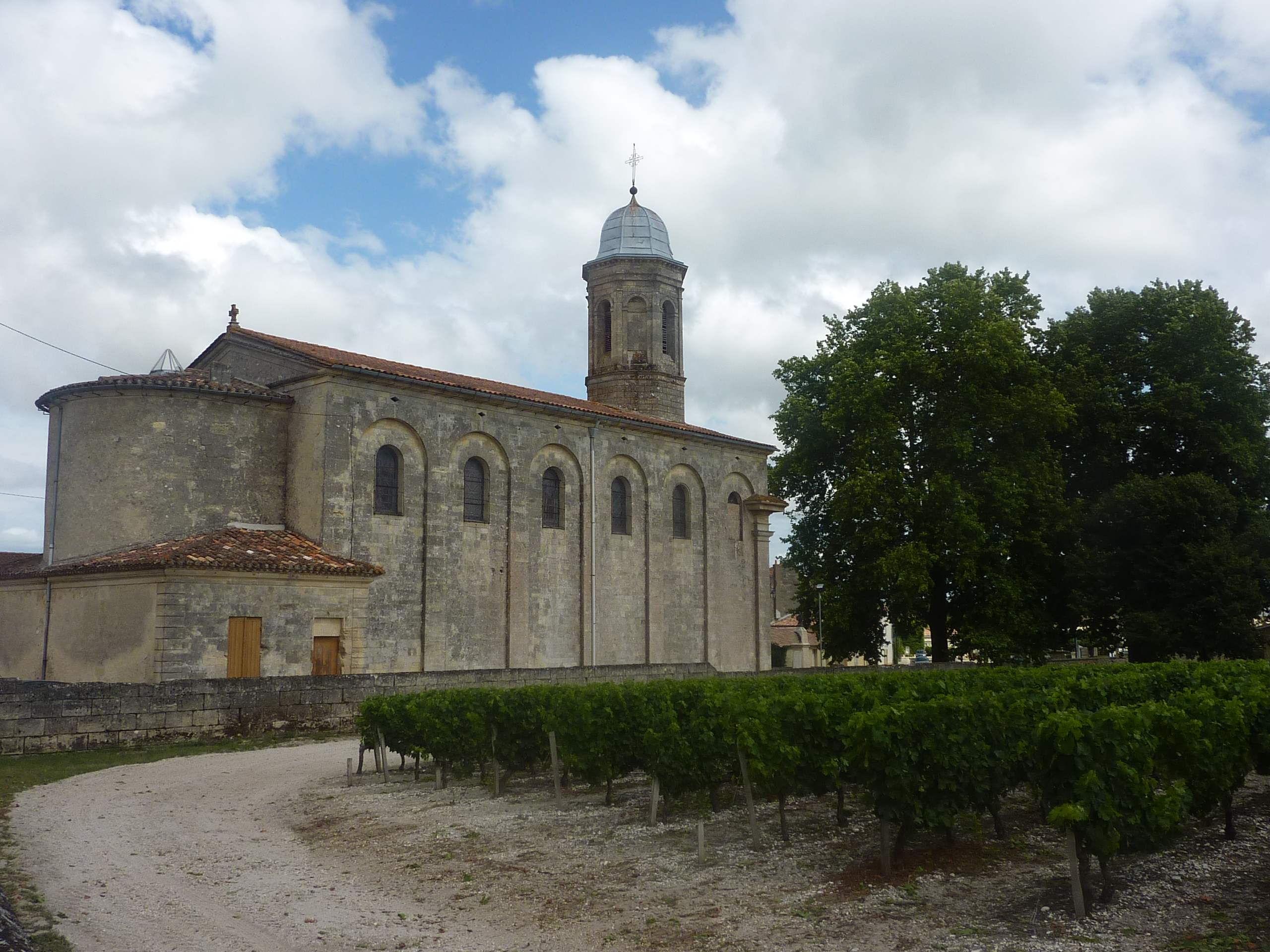
Kirche Notre-Dame